# 批邓、反击右倾翻案风
批邓、反击右倾翻案风是中国文化大革命末期由中国共产党中央委员会主席毛泽东发起的最后一次大规模政治运动。

## 背景
1972年1月10日，毛澤東在陳毅追悼會上，與陳毅夫人談話時，曾表示過鄧小平問題是「人民內部矛盾」:136。王震曾向毛澤東上書，要求讓鄧小平出來工作:136。4月24日，《人民日報》發表經周恩來審定題為《懲前毖後，治病救人》社論：「正如得過傷寒病可以產生免疫力一樣，犯過錯誤的人，只要認真改正錯誤，善於從錯誤中吸取教訓，有了免疫力，就有可能工作得更好。」:3115月，周恩來被確診患有膀胱癌，毛澤東叮囑此事對外要保密，說：「開刀容易擴散，有危險，是否可通過中醫的方法，用中藥控制病情。」:3066月，鄧小平夫婦接到通知，他們工資開始照發:443。8月3日，邓小平写一封长信给毛泽东:443：“到现在我仍然承认我所检讨的全部内容，并且再次肯定我对中央的保证，永不翻案。”:37并要求恢复工作:25。8月14日，毛澤東對鄧小平來信批語：「請總理閱後，交汪主任印發中央各同志。鄧小平同志所犯錯誤是嚴重的。但應與劉少奇加以區別。（一）他在中央蘇區是挨整的，即鄧、毛、謝、古四個罪人之一，是所謂毛派的頭子。整他的材料見《兩條路線》、《六大以來》兩書。出面整他的人是張聞天。（二）他沒有歷史問題。即沒有投降過敵人。（三）他協助劉伯承同志打仗是得力的，有戰功。除此之外，進城以後，也不是一件好事都沒有做的，例如率領代表團到莫斯科談判，他沒有屈服於蘇修。這些事我過去講過多次，現在再說一遍。」:444-446從這個批示開始，鄧小平第二次受批判命運有轉機:19。周恩來以中央名義正式通知江西省委，宣佈對鄧小平立即解除監督勞動，鄧可以做調查研究工作:446-447。年底鄧小平和夫人卓琳被安排到江西井岡山等地參觀，游歷井岡山，憑弔遺跡，重訪瑞金等地:155。
1973年3月9日，周恩來草擬《中共中央關於恢復鄧小平同志的黨的組織生活和國務院副總理的職務的決定（送審稿）》報送毛澤東，同日毛澤東閱後批示：「同意。」:337-3394月12日，鄧小平以國務院副總理身份參加宴會:336。8月24日，中國共產黨第十次全國代表大會在北京開幕，毛澤東主持開幕式；8月30日毛澤東事先聲明不出席之十屆一中全會，在周恩來主持下，毛澤東再次當選中央委員會主席，副主席是周恩來、王洪文、康生、葉劍英、李德生:350-352。江青與王洪文、張春橋、姚文元從此結成「四人幫」宗派集團，康生在十大以後臥病不出:352。12月12日，毛澤東召開政治局會議，提出實行八大軍區司令員對調:358
1974年1月，毛澤東對王洪文、江青請示轉發《林彪與孔孟之道》批示：「同意轉發。」；1月18日中央以當年一號文件轉發這份材料:366。1月25日，在江青策動下，在北京召開1萬多人參加之黨中央直屬機關和國務院各部門「批林批孔」動員大會，江青、姚文元等在會上頻繁插話，提出：「不准批林批孔就是不准批林」，「要反對折衷主義」:368。隨著「批林批孔」運動開展，北京以及全國各地局勢再次動盪，造反派紛紛出動，重新拉起山頭，成立各種聯絡站、上訪團、彙報團之類組織，興風作浪，製造事端；許多地方派性再起，到處張貼大字報，提出「矛頭向上」，各級黨政機關受到嚴重衝擊，社會秩序再度陷入混亂:368-369。本來，1973年國內生產總值增長百分之7.9，其中工業總產值增長百分之9.5；在「批林批孔」運動衝擊下，1974年國內生產總值只增長百分之2.3，其中工業總產值只增長百分之0.6，幾乎停滯不前，生產發展速度明顯下降:369。3月，毛澤東同意鄧小平擔任聯合國大會第六屆特別會議中國代表團團長:373-375。4月10日，鄧小平在紐約聯合國大會特別會議上發言，全面闡述毛澤東關於「三個世界」劃分之思想，提出正確處理國與國之間關係之原則和主張，引起世界各國普遍關注:375。經毛澤東批准，中共中央於1974年9月29日發出《關於為賀龍同志恢復名譽的通知》:383。10月4日，毛澤東要秘書打電話給王洪文，提議由鄧小平出任國務院第一副總理，並要王洪文向政治局傳達:384。10月17日，江青策劃「長沙告狀」，提出要王洪文儘快去長沙，向毛澤東告鄧小平和周恩來之「狀」，力圖阻撓鄧小平出任國務院第一副總理:386-387。12月17日，鄧小平到長沙同毛澤東談話：「歸根到底就是主席講的要安定團結。搞建設不安定不行。我覺得主要的關鍵是要大穩定的、有威信的省委，要能夠發號施令，大家都聽，當然要發得對。這麼大的國家，都靠中央不行。」:39412月24日，毛澤東同周恩來、王洪文談話，周恩來說：我們都擁護主席的意見，小平作軍委副主席、第一副總理兼總參謀長；毛澤東又提出：由鄧小平擔任中共中央副主席:395-396。毛澤東高度評價鄧小平，稱讚他「政治思想強」，「人才難得」，還採納周恩來之建議，在四屆人大前召開之中共十屆二中全會上補選鄧小平為中央政治局常委、副主席:396。在毛澤東看來，按勞分配、貨幣交換和工資制度等「跟舊社會沒有多少差別」之商品經濟之形式，體現馬克思和列寧曾經揭示之「資產階級法權」，不是社會主義所固有；毛澤東認為，制度形式上平等、事實上並不平等，是不斷產生著資本主義和資產階級之土壤，是變修正主義之溫床:399。毛澤東之認識，反映他對社會主義之認識和探索，打破等級制度和特權思想，避免貧富懸殊、兩極分化之社會現象，剷除滋生資產階級之土壤和條件；但這些認識，明顯帶有毛澤東對馬克思、恩格斯、列寧、斯大林著作中某些設想和論點之誤解或教條理解，在實際生活中是行不通:399。毛澤東向周恩來、王洪文提出：凡有兩派的地方，民兵不要搞進去；經毛澤東批准同意，中共中央不久發出《關於禁止搶奪武器問題的通知》:400。12月23日，已经屡现尿血的周恩來乘机前往长沙，与毛泽东讨论第四届全国人民代表大会筹备事项，支持邓小平工作，并挫败四人帮“组阁计划”:260。毛澤東同周、王洪文談話時說：鄧小平人才難得，政治思想強:177。此后，毛泽东几次在党内批评四人帮，王洪文也被调回上海:570。
1975年1月，周恩来因患晚期膀胱癌住院。毛泽东为稳定国内形势，平衡四人帮的势力，重新起用邓小平。1月5日，中共中央發出經毛圈閱之一號文件，任命鄧小平為中共中央軍委副主席兼中國人民解放軍總參謀長，張春橋為中國人民解放軍總政治部主任；1月6日，在周恩來主持下，中共十屆二中全會在北京召開:400。任命邓小平为第一副总理，主持国务院的工作，进行整顿。1月13日至1月17日，第四屆全國人民代表大會第一次會議在北京隆重舉行，取得兩項重要成果：一是毛澤東委託鄧小平代重病之周恩來主持起草，最後經毛澤東、周恩來審閱定稿之《政府工作報告》中，重申「在本世紀內，全面實現農業、工業、國防和科學技術的現代化，使我國國民經濟走在世界的前列」；二是產生以朱德為委員長、董必武、宋慶齡為副委員長之全國人大常會和以周恩來、鄧小平為核心之國務院領導班子:401。2月1日，鄧小平開始代重病之周恩來主持國務院工作；周恩來在國務院常務會議和國務院各部委負責人會議上傳達毛澤東關於鄧小平「政治思想強」、「人才難得」之評價，並稱：「今後國務院的工作由小平同志主持。」:401-4022月5日，經過毛澤東圈閱同意，中共中央發出關於取消軍委辦公會議，成立中央軍委常委之通知，新中央軍委常委會成員是：葉劍英、王洪文、鄧小平、張春橋、劉伯承、陳錫聯、汪東興、蘇振華、徐向前、聶榮臻、粟裕:405。
邓小平重掌大权之后，在周恩来等人的支持下，对文化大革命发动以来造成的各种问题进行调查解决。1975年7月4日，他提出“三项指示为纲”，把发展经济放在首要的战略地位，力图将全国的政治经济生活重新纳回到正常轨道中来。但是，他的做法引起了毛泽东的不满。毛泽东将文化大革命视作自己晚年的重要功绩之一，认为文化大革命是“三七开，七分成绩、三分错误”，“基本正确，有所不足”。
1975年下半年，毛泽东病重，与外界的联系基本只能靠侄子毛远新传达。1975年9月，毛远新路过北京拜見毛泽东時，毛远新向毛澤東表示，中央有否定文革的風氣，並表示自己注意到鄧小平很少讲文化大革命的成绩以及提批判刘少奇修正主义路线。此時清华大学党委副书记刘冰通过邓小平向毛泽东写信反映问题。毛泽东认为，刘冰的信中有对文化大革命不满的情绪，而邓小平转刘冰的信，確實表明他也对文化大革命不满。
10月，鄧小平在領導「整頓」時制定三個綱領文件:141，分別是：由国务院政治研究室起草的《論全黨全國各項工作的總綱（草稿）》和《科學院工作匯報提綱（草稿）》，以及由计委起草的《關於加快工業發展的若干問題（草稿）》。鄧小平又提出要以毛澤東的「三項指示為綱」，即：一、學習無產階級專政、反修防修，二、促進安定團結，三、把國民經濟搞上去；由於毛澤東的侄兒兼聯絡員毛遠新多次向毛澤東匯報，說鄧小平「很少講文化大革命的成績」，又說鄧小平的「三項指示為綱……其實只剩下一項指示，即生產搞上去了」，毛澤東遂於11月決定要解決鄧小平的所謂「右傾」問題；他在批評鄧小平時說：「什麼三項指示為綱，安定團結不是不要階級鬥爭，階級鬥爭是綱，其餘都是目」，「小平……這個人是不抓階級鬥爭的，歷來不提這個綱，還是白貓、黑貓啊，不管帝國主義還是馬克思主義」；毛澤東又指出「有些人總是要對這次文化大革命不滿意，總是要算文化大革命的帳，總是要翻案」，由此展開了一場「批鄧、反擊右傾翻案風」運動:141。
11月2日，毛远新再次向毛泽东表示，邓小平从不谈文化大革命，实际上是对文化大革命不满意。毛泽东表示希望毛遠新帮助邓小平提高。當天下午，毛远新召集鄧小平等人召開会议，毛远新在會議上批評邓小平主持中央工作的路线不对，邓小平反驳說自己主持中央工作三个多月，實踐證明全国形势變好，鄧小平還表示自己是在遵照毛主席指示把生产搞上去。會後毛泽东听取了毛远新的汇报后表示要再开会帮助邓小平。
11月3日，毛泽东批复清华大学党委副书记刘冰反映党委书记迟群、副书记谢静宜存在种种问题的信，指出“信中的矛头是对着我的。我在北京，写信为什么不直接写给我，还要经小平转。小平偏袒刘冰。清华大学所涉及的问题不是孤立的，是当前两条路线斗争的反映。”吴德主持了传达会。
11月4日，毛远新召集八人开会。会上邓小平繼續不提文化大革命，並强调搞生产、实现安定团结是正确的。毛远新將情況汇报給毛泽东後。毛泽东对邓小平更不满意，他决定再扩大会议，继续讓人開導邓小平，并让邓小平写检查。毛远新又扩大開導鄧小平会议的规模。但是邓小平在会上仍然不承认文化大革命是正確的。会后邓小平写书面检查，但只检讨具体工作中的缺点和错误，不谈文化大革命问题。毛泽东對此非常生气，認為邓小平属于小资产阶级，是黨內走资派。毛澤東決定打算不再讓邓小平主持中央的日常工作。此外毛泽东指示毛远新，要召開政治局会议繼續開導鄧小平，政治局会议可以由邓小平主持。不過政治局会议上邓小平依舊不谈文化大革命是正确的。邓小平又写了一篇內容相差無幾的书面检查。毛泽东非常不满，决定发动一场反击右倾翻案风运动，並在发动运动之前开一次打招呼会议，警示那些对文化大革命有抵触的领导干部。

## 经过

### 1975年
11月20日，政治局召開會議，專門討論對「文化大革命」之評價，會前毛澤東提出由鄧小平主持，並形成一个肯定文化大革命的文件。但是鄧小平沒有接受毛澤東之建議，鄧小平說由他主持這個決議不適宜，他是桃花源中人，「不知有漢，何論魏晉」:440。邓小平技巧性地以陶淵明的話回應，婉拒了毛泽东。毛澤東《講話要點》：「清華大學出現的問題絕不是孤立的，是當前兩個階級、兩條道路、兩條路線鬥爭的反映。這是一股右傾翻案風。」:441毛泽东立即决定停止让邓小平统管全面工作，让其“专管外事”。
11月24日，中共中央召开“打招呼会议”，參加會議的人大多不表態。由邓小平宣读经毛泽东审阅的《打招呼的讲话要点》，正式定性为“这是一股右倾翻案风”。毛澤東對打招呼會議不滿意，決定在全國範圍內發動反击右倾翻案风运动。
11月26日，中共中央向全國下发《打招呼的讲话要点》，各地开始开展学习，標誌著「反擊右傾翻案風」運動正式开始:442。

### 1976年
邓小平的行動遭到「四人幫」的反对，被稱為「右傾翻案風」:20。1976年1月8日上午9時57分，周恩来去世:158。1月15日下午3时起，在天安門广场人民大会堂準備舉行追悼会:159。第一副总理邓小平致悼词:159。在追悼会闭幕后，毛澤東保镖汪东兴率领「八三四一」部队拘留邓小平，软禁在中南海住宅裡:159。邓小平与外界隔絕，只能与小外孙接触:167。
2月左右，各地散发大字报反对江青，拥护周恩來、邓小平:163。2月2日，中共中央發出通知：經毛主席提議，中央政治局一致通過，由華國鋒任國務院代總理，在葉劍英生病期間由陳錫聯負責主持中央軍委之工作:450。2月2日，鄧小平提出辭職兩周後，黨中央向中國高層幹部宣佈：經政治局一致同意，任命华国锋为代总理:143。中央政治局通過毛澤東的提議，華國鋒任國務院代總理並主持中央日常工作，毛澤東對華國鋒表示：「你辦事，我放心」:141。可以說，華國鋒的任命是毛澤東力圖調和「四人幫」與務實派幹部、軍人之間的矛盾的結果:141。不過華國鋒和毛澤東一樣，對批鄧運動作限制：不要上街張貼批鄧的大字報，不要在廣播電台上批判:145。2月5日，《打招呼的讲话要点》一文向全国普通群众公布。2月6日，中共中央决定停止贯彻执行邓小平、叶剑英1975年7月的讲话精神。2月25日，华国锋主持召开“第二次打招呼会议”，传达《毛主席重要指示》，指出：根据毛泽东的指示，开展对邓小平的点名批评。此后，全国各家媒体纷纷发表社论和文章，全面否定邓小平1975年以来实行的各项措施，将邓小平定为“不肯改悔的党内最大的走资派”。反击右倾翻案风发展到批邓、反击右倾翻案风。2月15日，华国锋在全国各省、市、自治区和各大军区书记会议上，讲過「当前的紧急任务是批判邓小平、批判邓小平的修正主义路线。在这个目标下，干部、群众应该团结起来」:162。2月17日，《人民日報》發表社論:160，江青指名道姓攻击邓小平为“死不改悔的走资派”:38。
3月2日，江青以看望参加会议的人员为名，单独召集十二省区开会，称邓小平“代表买办资产阶级”，是“大汉奸”、“国际资本家的代理人”。3月下旬，南京街頭出現學生和市民自發舉行之悼念周恩來、反對「四人幫」之集會遊行，人們打出「保衛周恩來」、「打倒張春橋」之標語；4月1日晚，中共中央政治局開會討論，擴大《毛主席重要指示》傳達範圍，會後毛遠新將政治局意見書面報告毛澤東，得到認可:455-456。
4月4日是星期天，是中國人民傳統「掃墓」的日子「清明節」，有200萬以上群眾到天安門廣場，悼念活動達到頂點:165。政治局召開緊急會議:165；會上，華國鋒攻擊鄧小平一派「是一批壞人跳出來，寫的東西有的直接攻擊毛主席，很多攻擊黨中央，很惡毒」:165。北京市市長吳德說：「看來這是一次有計劃的行動。鄧小平從一九七四年到一九七五年作了大量的輿論準備，今年出現這件事是鄧小平精心策劃的結果。……性質是清楚的，就是反革命事件」:165。以北京天安門廣場為中心，四五运动爆发，數以百萬計市民自發聚集在人民英雄紀念碑周圍，獻上大量花圈、花藍、條幅、輓聯和祭文；4月5日毛新遠給毛澤東寫報告稱：「這樣大量的在天安門前集中那麼多群眾場合下，公開發表反革命的演說，直接攻擊毛主席，是建國以來沒有的。」政治局會議指控鄧是幕後指揮者，並決定強行清除人民英雄紀念碑周圍花圈:165。4月5日，北京发生悼念周、反對「四人幫」、擁護鄧的「天安门四五」事件:20，群众有人贴出大字报要邓接班。4月5日，中央政治局出動民兵、公安清理現場所有花圈，還逮捕了一些人；群眾提出「還我花圈，還我戰友」的口號，最後遭到鎮壓:142。很顯然，這是有計劃有組織的，不僅北京，全國不少地方都有」，毛澤東當天圈閱報告，认为四五運動是邓小平从1974年至1975年长期准备的结果。晚上大批民兵、公安人員和部隊包圍天安門廣場，對滯留群眾毆打和逮捕:456-458。4月6日，由四人帮控制的《人民日报》發表社論《牢牢掌握鬥爭大方向》，堅持“批鄧”運動，並再一次將毛澤東不久前說的話“翻案不得人心”以黑體字標出。
4月7日，在没有邓小平参加的情况下:2-5，毛澤東肯定中共中央政治局對天安門廣場事件所採取之措施，提議由政治局作出兩項決議：一、任命華國鋒為黨中央第一副主席、國務院總理；二、撤銷鄧小平黨內外一切職務，保留黨籍，以觀後效:458。中共中央政治局召开会议，決議撤銷鄧黨內外一切職務，通过《关于华国锋同志任中共中央第一副主席、国务院总理的决议》和《关于撤销邓小平党内外一切职务的决议》：「中共中央政治局討論了發生在天安門廣場的反革命事件和鄧小平最近的表現，認為鄧小平問題的性質已經變為對抗性的矛盾。根據偉大領袖毛主席提議，政治局一致通過，撤銷鄧小平黨內外一切職務，保留黨籍，以觀後效。」之后，以梁效为代表的全国各地的批判组，对邓小平展开又一波大规模批判。邓被指為這個事件「總後台」，再一次被撤銷黨內外一切職務，這是他第三次被打倒:20。毛泽东托付汪东兴对邓加以保护。
4月8日，《人民日報》批判天安門事件為「有預謀、有計劃、有組織地製造的反革命政治事件。」:1424月18日，《人民日报》社論《天安門廣場事件說明了什麼？》将參加四五运动的群眾定性为“一群反共、反人民、反社會主義的反革命分子”，并稱鄧是“這些反革命分子的總代表”、“右傾翻案風的總後臺”:279。同月28日，《人民日报》發表著名写作组梁效的文章《鄧小平與天安門廣場反革命事件》，其中称道：“天安門廣場反革命政治事件的出現，不是孤立的、偶然的，完全是有預謀、有計劃、有組織的。它是當前兩個階級、兩條道路、兩條路線尖銳鬥爭的一個突出表現，是党內資產階級反革命猙獰面目的一次大暴露，是鄧小平大刮右傾翻案風、極力推行修正主義路線的必然結果，是腐朽沒落的資產階級垂死掙扎的一場表演。”:111
8月，中共中央将邓小平主持制定的《论全党全国各项工作的总纲》、《关于加快工业发展的若干问题》、《科学院工作汇报提纲》称作“三株大毒草”，在全国发动批判运动。8月，開展「批鄧」運動；鄧的三個「整頓」文件被誣蔑為「三株大毒草」:142。9月3日，江青趕赴大寨，為批判鄧作準備:169。
9月9日，毛泽东逝世:167。毛澤東在開展「批鄧、反擊右傾翻案風」運動後曾表示：「文化大革命」犯了兩個錯誤，即「打倒一切」及「全面內戰」；「文化大革命」是「三七開」，即「七分成績，三分錯誤」；總的看法是「基本正確，有所不足」:142。毛澤東又指出他一生幹了兩件大事：第一，趕走蔣介石和日本人，並沒有爭議性；第二，發動「文化大革命」，支持的人不多，反對的人不少:142。
9月11日，王洪文背着中共中央政治局，在中南海另設「中央辦公廳值班室」，並用中共中央辦公廳名義通知全國各地，重大問題要及時向他們指定值班人員請示；企圖切斷中共中央、華國鋒同各省、市、自治區之聯繫，由他們發號施令指揮全國:302。华国锋从中共湖南省委书记张平化给他电话中得知此事，同叶剑英商议，决定以中央政治局名义通知王洪文，立即关闭擅自设立之「中央办公厅值班室」，并以中共中央名义通知各地：发生重大问题，应向华国锋请示:298。华国锋谈到：同“四人幫”斗争不可避免，是時候解決了:299。华国锋请李先念代表他去見叶剑英，就解決“四人幫”问題请求叶剑英意見，并同他研究此事:299。10月2日，毛遠新調派瀋陽軍區1個坦克師開往北京，同時要求上海民兵、北京大學民兵和清華大學民兵做好準備:170。瀋陽軍區司令員李德生，向葉劍英報告毛遠新出動部隊，葉立即下令軍隊退回原地:170。四人幫住宅戒備森嚴，每個住宅有二重以上警備:171。10月4日傍晚，葉劍英趕到東交民巷華國鋒住所，商量對策:301。原定部署國慶節後準備10天視情況再動手；葉劍英提出改為提前採取行動，「先發制人，以快打慢」，下決心「一破一立除四害」:301；華國鋒決定「至遲後天動手」，請葉劍英同汪東興落實行動計劃:301。葉劍英即到汪東興處，詳細商決一切，使汪東興提出之行動方案周全可行:301。
10月6日，华国锋、汪东兴、叶剑英发动怀仁堂事变，逮捕四人帮，兵不血刃地结束文化大革命:173。晚上8时，是同「四人帮」鬥爭胜负之关键时刻:301，华国锋、叶剑英在中南海怀仁堂召集中央政治局常委会议，通知姚文元列席:301。在张春桥、王洪文、姚文元先後到达会议室时，分別宣布对他们实作隔离审查:301；同时，派人到江青住处宣布执行同样决定:301。周、朱德、毛澤東相繼逝世，「四人幫」倒台:20。晚上10时许，出席会议者有中央政治局成员叶剑英、李先念、汪东兴、陈锡联、苏振华、纪登奎、吳德、倪志福、陈永贵、吳桂贤，共11人:301-302。叶剑英提议，中央政治局一致通过，华国锋任中国共产党中央委员会主席、中国共产党中央军事委员会主席，将来提请中央全会追认:302。会后，即下发关于华国锋任职决议，通知「立即在党內传达」:302。会议开到10月7日凌晨4点多才结束:302。李德生根據華國鋒、葉劍英命令逮捕毛遠新等人:172。10月7日下午，召開政治局會議:173。会议决定华国锋就任中国共产党中央委员会主席和中央军事委员会主席:173。十年動亂雖已過去，中國卻面對「三信危機」（「三信」即信仰、信心、信任）:142。
10月10日，邓小平写信通過汪东兴交给华国锋:181。邓在信中写道：“我衷心地拥护中央关于由华国锋同志担任党中央主席和军委主席的决定，我欢呼这个极其重要的决定对党和社会主义事业的伟大意义。不仅在政治上思想上华国锋同志是最适合的毛主席的接班人，就年龄来说可以使无产阶级领导的稳定性至少可以保证十五年或二十年之久……以国锋同志为首的党中央战胜了这批坏蛋，取得了伟大的胜利……我同全国人民一样……情不自禁地高呼万岁、万岁、万万岁！我用这封短信表达我的内心的真诚的感情。以华主席为首的党中央万岁！党和社会主义事业的伟大胜利万岁！”:181但是华国锋回应：“……你犯过错误，必须继续接受批判。”:38
10月18日，中共中央印发《关于王洪文、张春桥、江青、姚文元反党集团事件的通知》，要求向全体党员传达毛泽东批评四人帮一系列指示，说明党中央同四人帮斗争之经過、以及对四人帮实行隔离审查的原因，指导开展“揭发批判四人帮运动”:302。10月21日，中共中央通过广播和报纸，把一举粉碎“四人帮”公之于世:302。10月24日，北京百万军民在天安门广场隆重举行庆祝大会，庆祝粉碎“四人帮”:303。华国锋在10月26日宣布，當前要批判「四人帮」，可以附带批邓:159。
怀仁堂政变，华国锋在控制局势之后，基于权力斗争和推行“两个凡是”的需要，继续推进批邓、反击右倾翻案风运动，拒绝给邓小平平反，表示要“集中批四人帮，连带批邓”。12月，华国锋在会见第二次农业学大寨、全国农业会议代表时说：「邓小平雖然同『四人帮』反党集团之间存在着尖锐的矛盾，但其本质仍是修正主义，他们之间沒有本质区别。都具有各种反党、反社会主义、反毛泽东思想、反毛主席的罪行。打倒『四人帮』后同样不能放過邓小平」:181。
中共官方认为“‘四人幫’曾長期控制輿論陣地，大搞唯心主義、形而上學，拉幫結派，在黨內造成極其惡劣之影響；如果不把‘四人幫’罪行徹底清算，摧毀其幫派，就不能肅清他們在各方面之影響”:5。1976年12月10日，中共中央向全黨全國發布《王洪文、張春橋、江青、姚文元反黨集團罪證（材料之一）》:6。

### 1977年
2月，华国锋支持《人民日報》在一篇社論中正式提出「兩个凡是」之觀點，即「凡是毛主席作出的决策，我们都坚决维护；凡是毛主席的指示，我们都始终不渝地遵循。」:1493月6日，中共中央下發「四人幫」罪證「材料之二」——《「四人幫」的反革命面目及其罪惡歷史》:6。3月10日，打倒「四人帮」后，第一次召开中共中央工作会议，在会上有人提出邓小平恢复工作，引起争论:183。3月14日，华国锋在中央工作会议上，再次拒绝陈云、王震提请让邓小平恢复工作的要求，称如果让邓小平复出，就会导致四人帮复辟。但是，此时以叶剑英为首的大批军队和老资格领导人纷纷表态支持邓小平。在这种情况下，华国锋无力抵挡邓小平的复出。極力反对邓小平复出:183。4月10日，邓小平给华国锋第二次写信，表示“完全拥护华主席抓纲治国的方针和对当前各种问题的工作部署。……在工作中确有缺点和错误，我对伟大领袖和导师毛主席对我的批评和教导再一次表示诚恳的接受。……我个人的工作问题，做什么，什么时候开始工作为宜，完全听从中央的考虑和安排。……我们必须世世代代地用准确的完整的毛泽东思想指导我们全党、全军和全国人民……在党中央决定由华国锋同志担任党中央主席和军委会主席的时候，我知道了以华国锋为首的党中央以最英明果敢、最正确的方式战胜四人帮……”:185。5月13日，《中共中央十五號文件》轉發鄧小平兩封信:185。政治局讨论这封信，同意邓小平的建议:6。
7月16日至7月21日，中共十届三中全会在北京召开:185。7月17日，十屆三中全會通過《關於恢復鄧小平同志職務的決議》:173。会议决定恢复邓小平中共中央副主席、政治局常务委员、国务院副总理、中共中央军委副主席、解放军总参谋长之职:185-186。邓小平被恢复撤职前的一切党政军职务後:3，入住位於米糧庫胡同的宅邸，他的支持者胡耀邦、万里、赵紫阳也进入了中央委员会:239:20。这正式宣布了批邓、反击右倾翻案风运动的结束。

### 1978年
《實踐是檢驗真理的唯一標準》在中央黨校與《光明日報》刊出，在邓小平、胡耀邦等人的策划下，全国开展了真理标准大讨论，彻底击溃了华国锋的两个凡是，控制局面。
12月18日，中共十一届三中全会在北京京西宾馆召开。这次会议之后，邓小平取代华国锋成为实际上的最高领导人，而华国锋自1976年10月发动的揭批查运动也在这次会议后停止，中国进入改革开放时代。